# Ann-Sofi Pettersson
Ann-Sofi Pettersson (n. 1 ianuarie 1932, Stockholm, Suedia) este o gimnastă artistică ce a reprezentat Suedia, medaliată olimpică. A participat la 2 ediții ale Jocurilor Olimpice (1952, 1956) în care a câștigat o medalie de aur, o medalie de argint și o medalie de bronz.